# Racovița (gmina w okręgu Sybin)
Racovița – gmina w Rumunii, w okręgu Sybin. Obejmuje miejscowości Racovița i Sebeșu de Sus. W 2011 roku liczyła 2760 mieszkańców.